# Phil Varone
Phil Varone (15 de outubro de 1967) é um baterista estadunidense. Foi baterista da banda de hard rock Skid Row, foi substituído por Dave Gara.